# Hilaire-Bernard de Longepierre
Hilaire Bernard de Requeleyne, baron de Longepierre, est un auteur dramatique français, né à Dijon le 18 octobre 1659 et mort à Paris le 30 mars 1731.

## Biographie
Enfant prodige, cité dans les Enfants célèbres de Baillet, le baron de Longepierre commença par donner des traductions de poètes grecs accompagnées de notes savantes. La froideur et l'infidélité de ces traductions lui attira les sarcasmes de Jean-Baptiste Rousseau, qui se moqua ensuite de ses essais de tragédies :
Si le style bucolique
L'a dénigré,
Il veut par le dramatique
Être tiré
Du rang des auteurs abjects.
Vivent les Grecs !
Les tragédies de Longepierre visent en effet à retrouver l'idéal de pureté du théâtre grec. Sa meilleure pièce, Médée (1694), fut d'abord accueillie froidement mais triompha lors de sa reprise en 1728 et à chaque fois qu'une actrice de talent se chargea du rôle-titre. Cette tragédie dénuée d'amour comporte des passages terrifiants, mais elle est statique et le style en est dur, prolixe et déclamatoire. Longepierre donna ensuite Sésostris (1695) et Électre (1702) qui eurent peu de représentations.
En dépit des épigrammes de Rousseau, Longepierre, qui disposait d'une grande fortune, jouit de la considération générale et fut précepteur du comte de Toulouse, puis du duc de Chartres, futur Régent du royaume, dont il devint le gentilhomme ordinaire. Il fut également secrétaire des commandements du duc de Berri.

## Œuvres
Œuvres dramatiques
- Médée, tragédie en 5 actes, 13 février 1694
- Sésostris, tragédie en 5 actes, 1695
- Électre, tragédie en 5 actes, 1702
- Jérusalem délivrée, tragédie lyrique en 5 actes, musique du duc d'Orléans, exécutée à Fontainebleau le 17 octobre 1712

Poésies et traductions
- Odes d'Anacréon et de Sapho, traduites en vers français avec des remarques, 1684
- Idylles de Bion et de Moschus, traduites en vers français avec des remarques, 1686 (texte intégral sur la base Gallica)
- Discours sur les anciens, contre Charles Perrault, 1687
- Idylles de Théocrite, traduites en vers français, 1688
- Idylles nouvelles, 1690
- Lettre à M. de Voltaire sur la nouvelle tragédie d'Œdipe, 1719 (texte intégral sur la base Gallica)